# Dibenzo(a,h)antraceen
Dibenzo(a,h)antraceen is een pentacyclische aromatische organische verbinding met als brutoformule C22H14. De stof komt voor als een kleurloos tot lichtgeel kristallijn poeder, dat onoplosbaar is in water. Ze wordt in kleine hoeveelheden aangetroffen in steenkoolteer.
Structureel is de molecule vergelijkbaar met pentaceen. Het verschil is dat de gekoppelde benzeenringen nu niet lineair gestructureerd zijn, zoals bij pentaceen wel het geval is.

## Toxicologie en veiligheid
Dibenzo(a,h)antraceen reageert hevig met sterk oxiderende stoffen en is brandbaar.
De stof is irriterend voor de huid en kan ontstekingen of gevoeligheid veroorzaken. Ze is mogelijk carcinogeen voor de mens.